# سگ باسکرویل (فیلم ۱۹۸۱)
«سگ باسکرویل» (روسی: [Приключения Шерлока Холмса и доктора Ватсона: Собака Баскервилей] Error: {{Lang}}: متن دارای نشانه‌گذاری ایتالیک است (راهنما)) یک فیلم است که در سال ۱۹۸۱ منتشر شد. از بازیگران آن می‌توان به واسیلی لیوانوف، نیکیتا میخالکوف، سرگئی مارتینسن و اولگ یانکوفسکی اشاره کرد.